# Transjordanita
La transjordanita és un mineral de la classe dels elements natius. Rep el nom de l'altiplà de Transjordània, on es troba la seva localitat tipus.

## Característiques
La transjordanita és un fosfur de fórmula química Ni₂P. Va ser aprovada com a espècie vàlida per l'Associació Mineralògica Internacional l'any 2013, sent publicada per primera vegada el 2020. Cristal·litza en el sistema hexagonal. La seva duresa a l'assaig de duresa Vickers és vhn100=658. És l'anàleg de níquel de la barringerita.
L'exemplar que va servir per a determinar l'espècie, el que es coneix com a material tipus, es troba conservat a les col·leccions del museu mineralògic de la Universitat Estatal de Sant Petersburg (Rússia), amb el número de catàleg: 19605.

## Formació i jaciments
Va ser descoberta a la pedrera de fosforita del complex de Daba-Siwaqa, a la Governació d'Amman (Jordània), on es troba en forma de grans irregulars d'uns 0,2 mm en roques pirometamòrfiques. També ha estat descrita a la conca de l'Hatrurim, a Israel, i al meteorit de Cambria, recollit a l'estat de Nova York (Estats Units). Aquests tres indrets són els únics de tot el planeta on ha estat descrita aquesta espècie mineral.